# Carcelia bombylans
Carcelia bombylans là một loài ruồi trong họ Tachinidae.